# 4С22
4С22 - элемент динамической защиты. предназначен для защиты танка от  кумулятивных средств (КС), так и против бронебойных подкалиберных снарядов (БПС).

## Особенности конструкции
Крышка блока ДЗ из толстой высокопрочной стали при ударе в неё БПС генерирует поток высокоскоростных осколков, которые и детонируют ЭДЗ. Воздействие движущейся толстой крышки и пластин ЭДЗ оказывается достаточным, чтобы снизить бронепробивные характеристики, как кумулятивных средств, так и БПС. ЭДЗ не детонирует при попадании пуль 7,62 мм и 12,7 мм , осколков и 30-мм снарядов. ВДЗ обладает более высокой стойкостью от фугасного воздействия, по сравнению с КнДЗ.
Исключена детонация элементов ДЗ при воздействии огнесмесей типа Напалм.

## ТТХ
- Общая масса комплекса ДЗ - 1,5 т. (из них вес ЭДЗ менее 500 кг .)
- Общее количество секций ДЗ - 26 шт.
- Общее количество ЭДЗ 4С22 - 360 шт.
- Количество секций на основных деталях танка:     на башне - 8 шт;      на ВЛД -12 шт;       на бортовых экранах - 6 шт.
- Площадь лобовой проекции танка, перекрытая комплексом ДЗ:      при курсовом угле 0° >55%;      при курсовых углах ±20°(корпус) >45%;      при курсовых углах ±35°(башня) >45%.
- Повышение защиты танка:      от кумулятивных боеприпасов в 1,9...2,0 раза;      от БПС в 1,2 раза.[1]